# Circonscription de Sekota
La circonscription de Sekota est une des 135 circonscriptions législatives de l'État fédéré Amhara, elle se situe dans la Zone Wag Hemra. Sa représentante actuelle est Kasuwey Mesfin Gebrehiwot.